# Psaliodes citrinata
Psaliodes citrinata là một loài bướm đêm trong họ Geometridae.